# Obolcola decisa
Obolcola decisa là một loài bướm đêm trong họ Geometridae.